# Sergio Dangelo

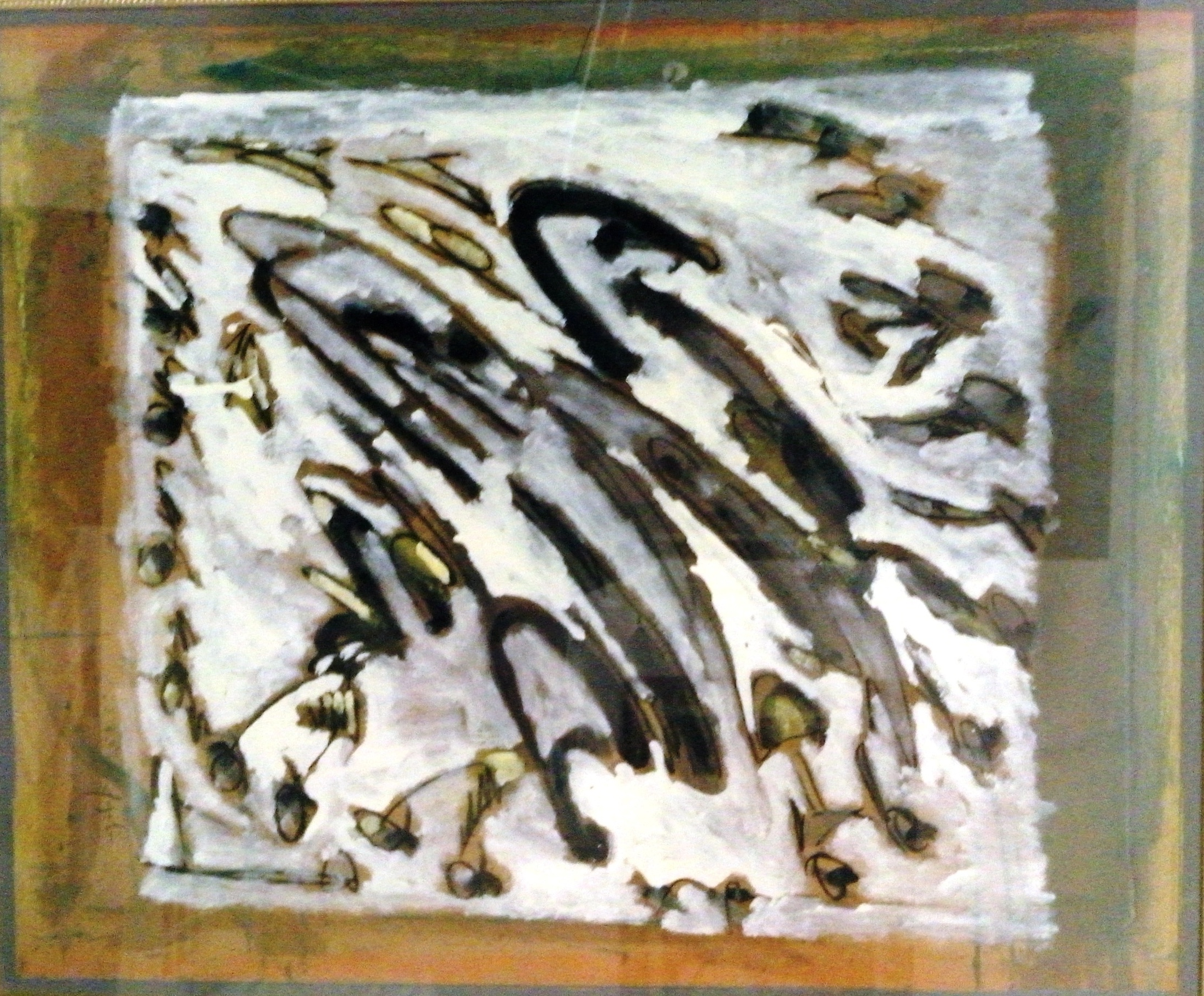
Le Vespe - Sergio Dangelo, 1952-54

Sergio Dangelo (Milaan, 19 april 1932 – aldaar, 4 januari 2022) was een Italiaanse surrealistische schilder en illustrator. Hij was medeoprichter van de Movemento Arte Nucleare en van de "Internationale Beweging voor een Imaginistisch bauhaus". Hij is bekend voor zijn nucleaire kunst en zijn "Hand-mades" in gemengde techniek.

## Leven en carrière
Dangelo werd geboren in Milaan, waar hij opgroeide. Zijn vader was een ingenieur, afkomstig uit Varese, en zijn grootvader was een van de belangrijkste ontwerpers van Laveno-keramiek.
Dangelo reisde op zeer jonge leeftijd door Europa en studeerde in Parijs, Brussel, Londen en Denemarken. In België verbleef hij enige tijd in Zandvliet op het grensgebied tussen België en Nederland. In 1948 kwam hij in Brussel in contact met de surrealistische kringen en de Cobra-groep, die de vrije expressie van het onbewuste promootten door middel van het expressief-spontaan schilderen met dichte en gewelddadige chromatische materie, ook "gestuele schilderkunst" genoemd. Dangelo begon in Zandvliet in deze stijl te schilderen, wat hij een daad van "absoluut surrealisme" noemde en bepalend was voor zijn latere werk.
In 1951 was hij terug in Milaan en nam samen met Enrico Baj het initiatief voor de stichting van de "Movimento Arte Nucleare".
Deze beweging kwam tot stand in Milaan naar aanleiding van een tentoonstelling georganiseerd door Enrico Baj en Sergio Dangelo in de Galleria San Fedele met de symbolische titel "Pittura Nucleare" (nucleaire schilderkunst). De beweging werd officieel opgericht in februari 1952 in Brussel, met de publicatie van een manifest "Il Manifesto tecnico della Pitture nucleare", ter gelegenheid van een tentoonstelling in de Galerij Apollo, waaraan Baj en Dangelo deelnamen. Dangelo vervulde de rol van PR van de beweging en organiseerde verschillende tentoonstellingen zoals in Saronno, Lecco, Varese, Como en Lombardije.
In het begin van de jaren 50 begon Dangelo leerde hij samen met zijn onafscheidelijke levenspartner, later zijn vrouw, Carla Bordoni, de keramiekovens van Albisole kennen en ontmoette hij er de kunstenaar Tullio d'Albisola (Tullio Mazotti) (1899-1971). In 1953 deed hij ervaring op met keramiek in de industriële keramiekovens "M.G.A." (Mazzotti Giuseppe Albisola).Hij was er leerling van Emilio Scanavino en nam hij in 1954 deel aan de "Albisola-prijs" met een polychroom terracotta paneel. Dit paneel werd geplaatst aan de toegangstrap van het (voormalige) treinstation van Albisola Capo.
In 1953 had Dangelo samen met Baj en Asger Jorn de Internationale Beweging voor een Imaginistisch Bauhaus (IMIB) opgericht. De eerste activiteit van de beweging was de organisatie van de Internationale Keramiekbijeenkomsten in Albisola, op voorstel van Dangelo. Dangelo zorgde voor de aanwezigheid van de Chileense kunstenaar Roberto Matta en de Belgische kunstcriticus Théodore Koenig.
De belangrijkste activiteit waren de keramiekworkshops die georganiseerd werden door Dangelo zelf, Asger Jorn, Lucio Fontana, Enrico Baj en Jullio d’Albisola.(Julio Mazzotti), waaraan zowel internationaal bekende kunstenaars als inwoners en kinderen van de stad deelnamen. Ze konden gebruik konden maken van de faciliteiten van de keramiekfabriek van Mazzotti. Asger Jorn kon hiermee een statement maken over de rol en opleiding van de kunstenaar in de gemechaniseerde wereld. De kunstenaar moest zich de technische middelen toe-eigenen in het belang van zijn creativiteit en niet in het kader van een productieproces. De werken werden later tentoongesteld op de 10de Biënnale van Milaan. Met dit succes gaf Asger Jorn een repliek op Max Bill, die in het kader van zijn eigen Bauhausexperiment in Ulm de kunst in dienst stelde van de massaproductie.
Kenmerkend voor de keramiek van Dangelo waren de grafische versieringen, soms met symbolen uit de nucleaire kunst. Tegelijk zette hij met het evenement Albisola op de kaart als keramiekdorp. Dangelo zou er ook later actief blijven. Tussen het midden van de jaren 1950 en het begin van de jaren 1960 was Dangelo één van de medewerkers van Bepi Mazzotti in de fabriek "Pier Luca Ceramiche" van Albisola Capo.en ontving op latere leeftijd het ereburgerschap van de stad.
Dangelo was ook één van de oprichters van het tijdschrift "Il Gesto", het orgaan van de Nucleaire Beweging, dat tussen 1955 en 1959 werd gepubliceerd..
Hij was mede-ondertekenaar van het manifiest "Contro lo stile" ("Tegen de stijl") uit 1957 opgesteld door Baj, waarin geprotesteerd werd tegen de "herhaling" als artistiek en commercieel fenomeen in de schilderkunst en waarin werd opgeroepen voor het unieke karakter van elk kunstwerk, met het begrip "automatisme" (gestuele kunst) uit het surrealisme als basisidee.
In de jaren zestig kreeg Dangelo interesse in de Chinese kunst, dat tot uiting kwam in zijn terugkerende voorstellingen van ideogrammen in schilderijen die bestonden uit dunne en verfijnde texturen.
Naast zijn "nucleaire schilderijen" staat Dangelo bekend om zijn “Hand-mades”, een serie collageschilderijen samengesteld uit fragmenten van verschillende, meestal gevonden, objecten en materialen, zoals hout, spijkers, hennepdraad, knopen, karton, zacht plastic, aardewerk, riet, glas, stenen, Oost-Indische inkt en email. Dangelo noemde die werken "hand-mades" als reactie op de "ready-mades" van Marcel Duchamp omdat hij de nadruk wilde leggen op de manipulatie van het materiaal en niet op de vondst zelf.
Zijn werken waren te zien op tal van kunstfestivals, waaronder de Kunstbiënnale van São Paulo, de Biënnale van Parijs, de Quadriennale van Rome in 1986 en zes edities van de Biënnale van Venetië 1958, 1964, 1966, 1972, 1980 en 1986.Op de editie van 1966 kreeg hij een eigen expositiezaal.
In de jaren 1980 maakte hij keramiek in de "Fabbrica Casa Museo Giuseppe Mazzotti 1903" en in "San Pietro Ceramiche" van Michela Savaia. Ook in de jaren negentig werd hij door zijn herhaalde verblijf in Albisola een hoofdrolspeler bij Ceramiche Pierluca en bij andere fabrieken voor de creatie van keramische werken. In 1991 richtte hij samen met Carla Bordoni, Paola Grappiolo en Daniela Di Marco het "Bludiprussia Artistic and Cultural Centre " op in Albisola Marina
In 1993 stichtte hij samen met een groep jonge talenten, de Nuovo Proun-groep op in Milaan en Genève.Deze beweging produceerde tussen 2002 en 2007 vijf tentoonstellingen in de historische Libreria Bocca van Milaan,waaraan in totaal 80 kunstenaars deelname. Van elke tentoonstelling werd de catalogus in boekvorm uitgegeven.
Op 21 juli 1998 schreef hij samen met Orazio Bacci in Milaan het "Il nuovo costruttivismo Manifesto" : "Kunst bevindt zich op het punt van "geen terugkeer".... We leven in moeilijke tijden. De massa wordt weerspiegeld in het goud.... Kunst als levensproject.... "..
In 2008 werd hij benoemd tot ereburger van Albissola Marina met als argument: "Wereldberoemd kunstenaar die altijd een vriend en ambassadeur van Albisola in de wereld is geweest".
Sergio Dangelo is altijd een individualist geweest, die de waarden van vrijheid en onafhankelijkheid van de avant-garde zowel in zijn gedrag als in zijn werken tot uitdrukking heeft gebracht. Zijn originaliteit komt vooral voort uit een poëtische overgave aan zijn impulsen, zijn gevoelens en het plezier dat hij vond in spelen en experimenteren, om op die manier zich zelf te ontdekken. Hij zei over zichzelf: "Ik ben acrobatisch, elke dag van mijn leven is mijn artistieke periode".
Dangelo stierf op 4 januari 2022 op 89-jarige leeftijd in Milaan.

## Tentoonstellingen
Hij exposeerde voor het eerst in 1951, in de Galleria San Fedele in Milaan. Sindsdien kreeg hij meer dan 400 solotentoonstellingen en nam hij wereldwijd deel aan ongeveer 1500 groepstentoonstellingen. Er zijn er ongeveer 134 publicaties over hem bekend.

## Collecties
Dangelo's werk is opgenomen in verschillende permanente collecties, zoals de National Gallery of Art, Washington DC, het Israel Museum,het Museo MAGA in Gallarate, Italië,het Boschi Di Stefano Museum in Milaan, het Museum voor Hedendaagse Kunst in Lissone en de Nationale Galerie voor Moderne en Hedendaagse Kunst in Rome.